# Eucicones marginalis
Eucicones marginalis är en skalbaggsart som först beskrevs av Melsheimer 1846.  Eucicones marginalis ingår i släktet Eucicones och familjen barkbaggar. Inga underarter finns listade i Catalogue of Life.